# Fernando Scherer

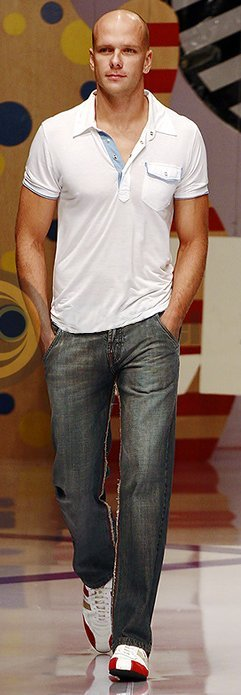
Fernando Scherer

Fernando „Xuxa“ de Queiroz Scherer (* 6. Oktober 1974 in Florianópolis) ist ein brasilianischer Schwimmer. Scherer gewann bei den Olympischen Sommerspielen 1996 in Atlanta eine Bronzemedaille über 50 Meter Freistil. Seine nächste Bronzemedaille gewann er vier Jahre später bei den Olympischen Sommerspielen in Sydney mit der brasilianischen Schwimmerstaffel über 4 × 100 Meter Freistil.